# Cantonul L'Isle-Adam
Cantonul L'Isle-Adam este un canton din arondismentul Pontoise, departamentul Val-d'Oise, regiunea Île-de-France, Franța.

## Comune
- L'Isle-Adam (reședință)
- Mériel
- Nerville-la-Forêt
- Parmain
- Presles
- Villiers-Adam